# Gioiosa Marea

Ubicació de Gioiosa Marea dins de la província

Gioiosa Marea (sicilià Giujusa) és un municipi italià, dins de la ciutat metropolitana de Messina. L'any 2007 tenia 7.199 habitants. Limita amb els municipis de Montagnareale, Patti, Piraino, Sant'Angelo di Brolo, Brolo i Capo d'Orlando.

## Administració
| Període | Identitat     | Partit        |
| ------- | ------------- | ------------- |
| 2007-   | Ignazio Spanò | Llista cívica |